# ولی ویو (اوهایو)
ولی ویو، اوهایو (به انگلیسی: Valley View, Ohio) یک منطقهٔ مسکونی در ایالات متحده آمریکا است که در شهرستان کویاهوگا، اوهایو واقع شده‌است.

## خصوصیات
ولی ویو ۱۴٫۴۳ کیلومترمربع مساحت و ۲٬۰۳۴ نفر جمعیت دارد و ۰ متر بالاتر از سطح دریا واقع شده‌است.